# Yorkshire Evening Post

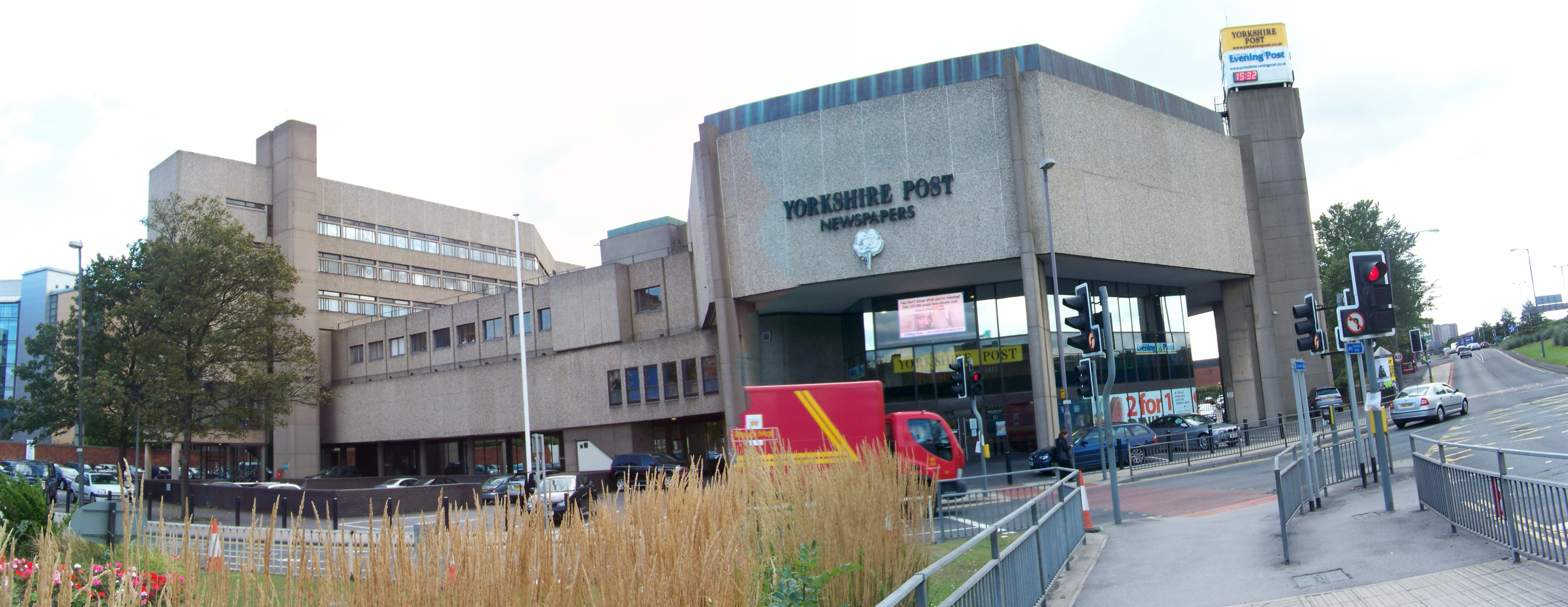
Ehemaliges Unternehmensgebäude

Die Yorkshire Evening Post (YEP) ist eine von Yorkshire Post Newspapers Ltd in Leeds, West Yorkshire, England herausgegebene Tageszeitung. Sie wird seit 1890 publiziert und hat eine aktuelle Auflage (2016) von 18.093 Stück. Im selben Verlag erscheint auch die Tageszeitung The Yorkshire Post.

## Bekannte ehem. Mitarbeiter
- Mark Knopfler
- Keith Waterhouse